# 立命館大学総合心理学部
立命館大学総合心理学部（りつめいかんだいがくそうごうしんりがくぶ）は、立命館大学に設置されている学部の一つ。
キャンパスは、大阪いばらきキャンパス。

## 概要
立命館大学総合心理学部は、2016年4月に誕生した学部である。人間を総合的に探求することを目指して、心理学とそれに関連した隣接分野、従来の心理学教育とは一線を画した授業を展開していく。多様化する社会で活躍するために必要な多様な人間観の獲得を目指し、人に、社会に、生きる「知」を学んでいく。
学部のコンセプトは、「心を世界と解き明かせ」。
2021年度から 新カリキュラムがスタートし、ユニット制を導入した。それらは、「基礎ユニット」、「外国語ユニット」、「専門科目内」の３ユニット（認知・行動ユニット、発達・キャリアユニット、社会・文化ユニット）、アドバンス科目内の４ユニット（英語アドバンスドユニット、研究法アドバンスドユニット、プロジェクト研究ユニット、特殊講義ユニット）、小集団科目内の２ユニット（実験・実習ユニット、演習・卒業研究ユニット）に区分けし、基礎・応用・臨床の基本的分野をバランスよく学べるようにした。学生は自らの目指す進路を見据えて、科目群内で自由に履修することが可能になった。
立命館大学総合心理学部は、通常の講義形態だけでなく、学生自らが課題を見つけ、調査・研究を通じて解決し、論文作成や発表・議論につなげる少人数制のプロジェクト型学習を目指している。また、実験・実習、地域や臨床現場と連携したフィールドワークなど、アクティブに学ぶことを通して、深い納得を伴う実践力を身に着けていく。